# Sendenhof

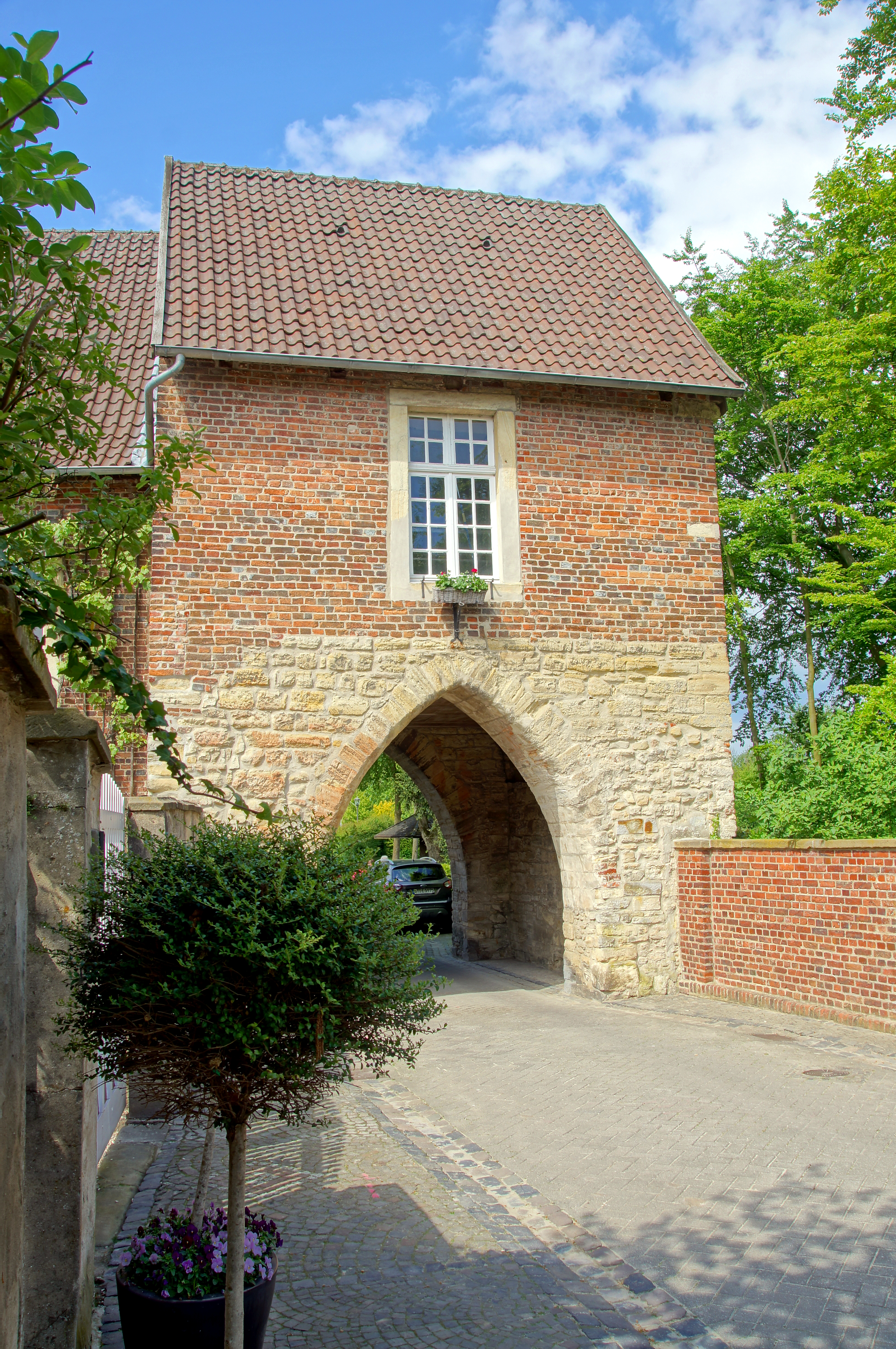
Schlosstor am Sendenhof

Der Sendenhof ist einer von vier erhaltenen Burgmannshöfen in Horstmar im Kreis Steinfurt/NRW. Er steht seit dem 29. Januar 1985 unter Denkmalschutz.

## Beschreibung
Der Sendenhof liegt am nördlichen Stadttor von Horstmar und war früher in die allgemeine Verteidigung der Stadt eingebunden. Die zweiflügelige Anlage mit zwei Geschossen umfasst Gebäudeteile aus der Zeit vom 13. bis zum 19. Jahrhundert. Der Nordflügel wird als Wohntrakt genutzt und trägt sichtbar die Jahreszahl 1756. Der Torbogen des Tenneneingangs im Westtrakt trägt die Jahreszahl 1763. Im 19. Jahrhundert wurden beide Flügel verbreitert.

## Geschichte

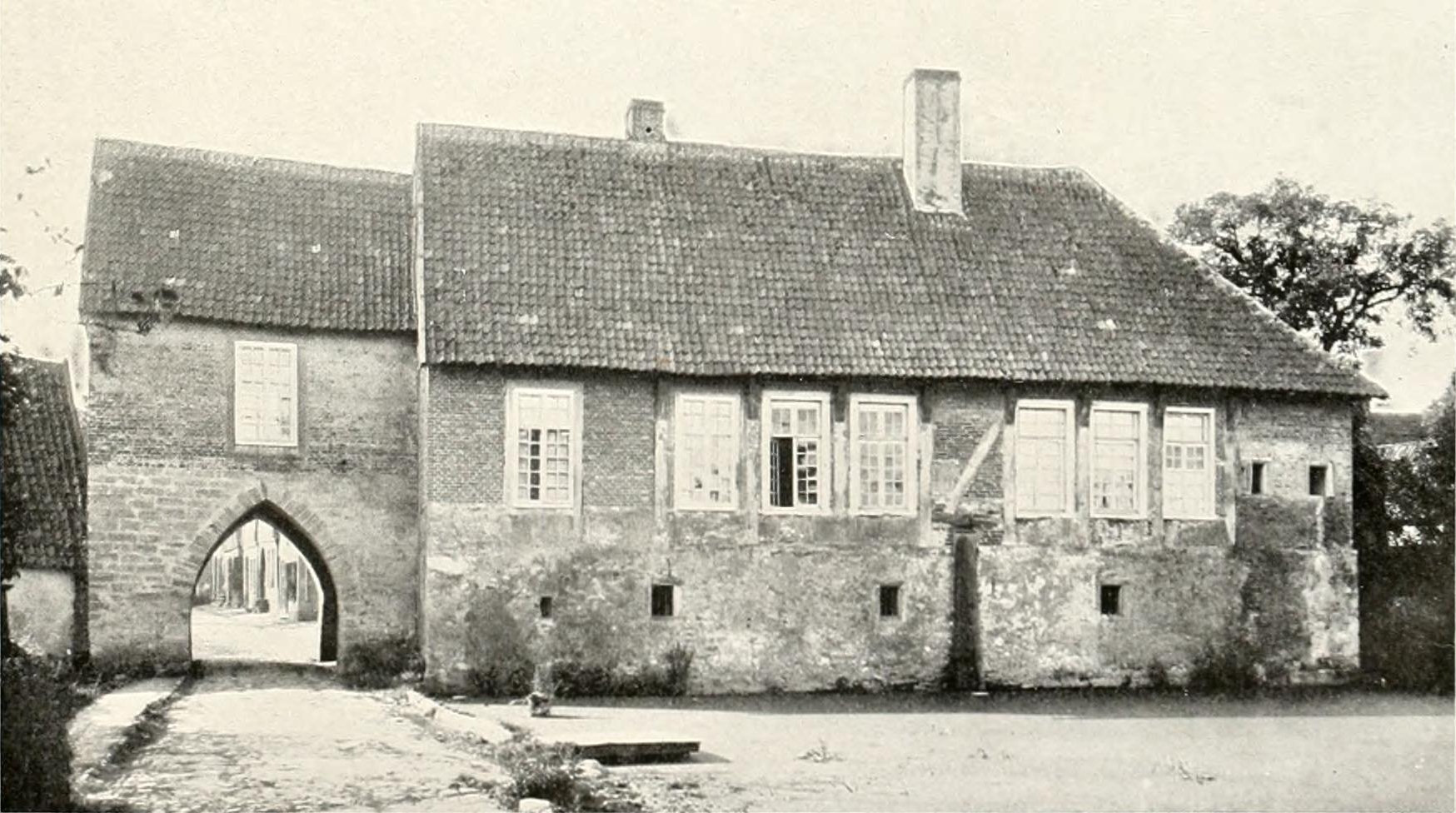
Die Nordseite des Sendenhofs auf einer Fotografie von 1895

Der erste bekannte Besitzer war 1366 Albert von Senden; daher auch die Bezeichnung Sendenhof. Die tonnengewölbten Kellerräume des Untergeschosses dienten vielleicht als Gefängnis für einen der beiden vor ihrer Hinrichtung in Horstmar eingekerkerten Täufer Heinrich Krechting und Bernd Knipperdolling. Es folgte 1567 die Familie von Merveldt, die auch den benachbarten Merveldter Hof besaß, dann in rascher Abfolge die Familien von Raesfeld und von Ackerschock. 1679 erwarb Bernhard Engelbert Christian von Beverförde-Werries den Burgmannshof. Sein Sohn Friedrich Christian machte seinen Neffen Friedrich Clemens von Elverfeldt zu Dahlhausen und Steinhausen zum Erben und brachte den Besitz somit an die Familie Elverfeldt genannt von Beverfoerde zu Werries. Ihr folgten 1968 der Bauunternehmer Tappe und 1970 Hans Helmut Eßer. Seit 2010 sind Dirk Preckel und seine Frau Eigentümer des Baudenkmals.